# Robert Thomas Moore
Robert Thomas Moore (* 24. Juni 1882 in Haddonfield, New Jersey; † 30. Oktober 1958, in La Cañada Flintridge, Kalifornien) war ein US-amerikanischer Ornithologe, Unternehmer und Philanthrop.

## Leben und Wirken
Sein Vater Henry Dyer Moore (1842–1930), ein erfolgreicher Geschäftsmann, ehelichte Mary Jones Smith (1847–1934). Aus dieser Ehe gingen neben Robert Thomas die Kinder Minnie Antoinette (* 1866), Mary Eva Moore (* 1866), Gilbert Henry (1872–1899), William Garrett (* 1874) hervor. Am 22. Dezember 1903 heiratete Robert Thomas Moore seine erste Frau Selma Helena geb. Muller, von der er sich im September des Jahres 1920 scheiden ließ. Mit ihr hatte er die Kinder Terris (1908–1993) und Karlene Wilhelmina (1915–1968). Es folgte eine kurze Ehe mit Anne Beegle geb. Hill im Jahre 1921, die aber schon bald wieder geschieden wurde. Schließlich schloss er am 17. Juni 1922 eine dritte Ehe mit Margaret Forbes geb. Cleaves. Sie brachte die Stiefkinder Waddell und Paul Austin mit in die Ehe. Gemeinsam hatten sie eine Tochter namens Marilynn Cleaves (* 1925).
Seine erste Schule, die Haddonfield Public School, beendete er 1896 als Jahrgangsbester. Von ihr wechselte auf die William Penn Charter School in Philadelphia, die er im Jahr 1899 abschloss. Es folgte ein Studium an der University of Pennsylvania, das er im Jahr 1904 mit dem Bachelor of Arts abschloss. Schon ein Jahr später im Jahr 1905 folgte an der Harvard University der Abschluss zum Master of Arts. An der Universität München machte er schließlich ein Post-Graduate-Studium.
In den frühen 1900ern begann Moore in seiner Sommerresidenz nahe dem Borestone Mountain eine Fuchsfarm. Hier auf seiner 1400 Acres großen Borestone Farm züchtete er Silberfüchse und nahm verletzte Tiere auf. Im Jahr 1909 beschäftigte er den Architekten Wilfred Everett Mansur, der ihm aus Amerikanischer Rot-Fichte am Sunset Pond einige Häuschen konstruierte. 1958 übergab er das Gebiet mit weiteren Spenden seines Sohnes und seiner Tochter an die National Audubon Society. Heute ist das Gebiet zum Borestone Mountain Audubon Sanctuary erklärt. Im Jahr 1919 organisierte er die erste Silberfuchs-Ausstellung in Boston, die er aufgrund des Erfolgs ein Jahr später wiederholte. Später etablierte er eine zweite Fuchsfarm in Big Bear Lake. Zusätzlich agierte er als Geschäftsführer der Moore Securities Company und Eastern Finance & Securities Company in Philadelphia, sowie der Reduction & Mines Company in Guanajuato.
Von 1911 bis 1916 war er Herausgeber der Fachzeitschrift Cassinia, die bereits 1901 vom Delaware Valley Ornithological Club als Publikationsplattform eingeführt wurde. Als Moore in den Süden Kaliforniens zog, wurde er in der Abteilung Zoologie des California Institute of Technology aufgenommen, wo er von 1929 bis 1950 als Associate arbeitete. Moore trug eine Sammlung aus ca. 65.000 Vogelbälgen und 1000 Säugetierpräparaten zusammen, die zu achtzig Prozent aus Mexiko stammten. Die Tierpräparate vermachte er dem Occidental College in Los Angeles. Zwischenzeitlich gab es Pläne Moores Sammlung mit der von Donald Ryder Dickey zusammenzulegen, ein Vorhaben, welches schließlich wieder verworfen wurde.
Im Jahr 1927 führte Moore eine erste zoologische Expedition in Ecuador. Im Juli 1929 folgte eine weitete Forschungsreise in das gleiche Land. Das Ziel war die Erstbesteigung des 5.230 Meter hohen Vulkans Sangay. Bei der Ausrüstung orientiere er sich an Berichten von Pionieren wie Edward Whymper oder George Miller Dyott. Die Expedition zum Sangay startete am 15. Juli 1929 aus dem Indianerdorf Alao. Mitglieder der Gruppe waren Moore, sein Sohn Terris Moore, Lewy Thorne und sein Stiefsohn Waddell Austin. Am 4. August 1927 erreichte sie schließlich als erste den Gipfel des Vulkans. Moore blieb Ecuador weiterhin verbunden. Als der ecuadorianische Konsul Víctor Manuel Egas versuchte, seine Regierung zu verstärkten Naturschutzgesetzen zu drängen, bemühte er sich gleichzeitig in Kalifornien um Unterstützung einflussreicher Menschen und Institutionen. Hier gewann er neben Moore Harry Schelwald Swarth von der California Academy of Sciences und Harold Jefferson Coolidge, Jr. vom American Committee for International Wildlife Protection als Förderer zum Schutz der Galapagosinseln. Moore diente von 1934 bis 1938 als Vorsitzender Galapagos-Kommission, die wesentlich zur Gründung der Charles-Darwin-Forschungsstation (vgl. Charles Darwin Foundation) beitrug. Seine Studien über die ecuadorianische Avifauna führte u. a. zur Erstbeschreibung der Wetmorebergtangare. Seine Artikel The Mt. Sangay Labyrinth and Its Fauna und Gonzalo Pizarro’s Trail to the Land of Cinnamon and Its Denizens aus dem Jahre 1934 gehörten damals zu den wenigen Publikationen, die über das Leben der Vögel in den Anden berichteten. Später verlegte Moore sein Forschungsschwerpunkt auf das Gebiet von Mexiko. Er engagierte private Sammler wie Chester Converse Lamb (1882–1965), der für Moore von 1933 bis 1955 in Mexiko sammelte. Andere Sammlerstücke in Moores Sammlung stammten u. a. von Alfonso Maria Olalla (1899–1971), Ramón Olalla, Mario del Toro Aviles, Cecil Frank Underwood (1867–1943), Wilmot Wood Brown Jr. (1868–1953) und John Thomas Wright. Er selbst besuchte Mexiko in den Jahren 1933, 1934, 1936, 1937, 1938, 1942, 1943, 1945 und 1948. Als die beiden Bände Distributional Check-List of the Birds of Mexico im Jahr 1950 und 1957 erschienen, stellte Moore erstmals seine umfangreiche Sammlung zur Verfügung, ein Beitrag, der von unschätzbarem Wert für den Erfolg dieser Werke war. Den zweiten Band unterstützte er zusätzlich finanziell mit 7500 $, damit dieser überhaupt erscheinen konnte. Auch wenn er nur begrenzt als Autor mitwirkte, gehören die beiden Bände sicherlich zu seinen bedeutendsten Beiträgen im Bereich Ornithologie. Allerdings stammte die Mehrzahl der Beiträge von Herbert Friedmann, Ludlow Griscom und Alden Holmes Miller. Insbesondere beim zweiten Band war er krankheitsbedingt nur an der Zusammenstellung der Rabenvögel, der Waldsänger und zum Teil an den Tyrannen beteiligt. Für seine Arbeiten an Check List of Mexican Birds und seiner Mitautorenschaft an Biotic Provinces of Mexico wurde ihm der Ehrendoktor of Science vom Occidental College verliehen.
Nachdem er sich etwas von der Ornithologie abwendete, verlegte er seinen Fokus auf die Presbyterian Church und die Poesie. Seit dem Jahr 1949 gab er Borestone Mountain Poetry Awards, eine jährliche poetische Anthologie, heraus. Mit der Veröffentlichung förderte die Künstler mit Prämien. Nach Moores Tod führte Lionel Stevenson (1902–1973) Borestone Mountain Poetry Awards weiter. In der ersten Ausgabe unter seiner Federführung schrieb er einen Nachruf auf Moore. In seiner Einleitung würdigte Stevenson ihn mit den Worten:

„Robert Thomas Moore war eine einzigartige Mischung aus Poet, Wissenschaftler und Geschäftsmann.“

Moore starb in seinem Haus in Flintridge.

## Mitgliedschaften
Moore wurde 1898 Mitglied der American Ornithologists’ Union (AOU), der er 60 Jahre treu blieb. Im Jahr 1940 wurde er von der AOU zum Fellow gewählt. Außerdem war der Fellow der Royal Geographical Society in London, Fellow des The Explorers Club und 1920 erster Ehrenpräsident der American National Fox Breeders Association. Des Weiteren war er Fellow der American Geographical Society, Mitglied der Avicultural Society in London, der Avicultural Society in New York, American Association for the Advancement of Science. 1940 war er Präsident der Abteilung Süd der Cooper Ornithological Club.

## Dedikationsnamen
1957 beschrieben Dwain Willard Warner (1917–2005) und Byron Eugene Harrell (1924–2010) eine Unterart der Singwachtel unter dem Namen Dactylortyx thoracicus moorei. Mit der Namensgebung ehrten sie Robert Thomas Moore,  aus dessen Sammlung das Typusexemplar stammte. Es wurde am 3. Juli 1940 von Mario del Torro am Cerro Brujo im Municipio Ocozocoautla de Espinosa gesammelt. Heute gilt dieser Name als Synonym für Dactylortyx thoracicus chiapensis Nelson, 1898. Hans Edmund Wolters nannte Haemorhous mexicanus griscomi in Haemorhous mexicanus moorei um, da er dachte, dass der Name bereits durch Spinus notatus griscomi von Adriaan Joseph van Rossem belegt wäre.

## Erstbeschreibungen von Robert Thomas Moore
Robert Thomas Moore hat einige Arten und Unterarten als Erstautor beschrieben.

### Arten
Zu den Arten die Moore u. a. mit beschrieben hat, gehören chronologisch:
- Wetmorebergtangare (Tephrophilus wetmorei) (Moore, RT, 1934)
- Schopfblaurabe (Cyanocorax dickeyi) Moore, RT, 1935
- Balsaskreischeule (Megascops seductus) (Moore, RT, 1941)
- Maronenstirnsittich (Rhynchopsitta terrisi) Moore, RT, 1947
- Kurzhaubenelfe (Lophornis brachylophus) Moore, RT, 1949
- Oaxaca-Kreischeule (Megascops lambi) (Moore, RT & Marshall, 1959)

### Unterarten
Zu den Unterarten die Moore u. a. mitbeschrieben hat, gehören chronologisch:
- Braunscheitelmotmot (Momotus mexicanus vanrossemi) Moore, RT, 1932
- Rostflügelammer (Peucaea carpalis bangsi) Moore, RT, 1932
- Schwarzbrust-Bergtangare (Cnemathraupis eximia cyanocalyptra) Moore, RT, 1934
- Schwarzbrust-Bergtangare (Cnemathraupis eximia zimmeri) Moore, RT, 1934
- Prachtkehlelfe (Chaetocercus heliodor cleavesi) Moore, RT, 1934
- Nördlicher Weißbauch-Baumsteiger (Lepidocolaptes leucogaster umbrosus) Moore, RT, 1934
- Grauseidenschnäpper (Ptiliogonys cinereus otofuscus) Moore, RT, 1935
- Hausgimpel (Haemorhous mexicanus rhodopnus) Moore, RT, 1936
- Rosenkehlelfe (Atthis heloisa margarethae) Moore, RT, 1937
- Purpurwaldsänger (Cardellina rubra melanauris) Moore, RT, 1937
- Hausgimpel (Haemorhous mexicanus centralis) Moore, RT, 1937
- Goldschnabel-Musendrossel (Catharus aurantiirostris aenopennis) Moore, RT, 1937
- Elfenbeinsittich (Eupsittula canicularis clarae) Moore, RT, 1937
- Palmenzwergkauz (Glaucidium palmarum oberholseri) Moore, RT, 1937
- Townsendklarino (Myadestes townsendi calophonus) Moore, RT, 1937
- Schwirrammer (Spizella passerina atremaea) Moore, RT, 1937
- Weißkehldrossel (Turdus assimilis calliphthongus) Moore, RT, 1937
- Grünscheitel-Buschammer (Arremon virenticeps verecundus) Moore, RT, 1938
- Mangrovevireo (Vireo pallens paluster) Moore, RT, 1938
- Hausgimpel (Haemorhous mexicanus coccineus) Moore, RT, 1939
- Hausgimpel (Haemorhous mexicanus griscomi) Moore, RT, 1939
- Rotgesicht-Kreischeule (Megascops guatemalae dacrysistactus) Moore, RT  & Peters, JL, 1939
- Rotgesicht-Kreischeule (Megascops guatemalae fuscus) Moore, RT  & Peters, JL, 1939
- Breitschnabelkolibri (Cynanthus latirostris propinquus) Moore, RT, 1939
- Blaukehl-Hüttensänger (Sialia mexicana amabilis) Moore, RT, 1939
- Pampazaunkönig (Cistothorus platensis tinnulus) Moore, RT, 1941
- Westkreischeule (Megascops kennicottii suttoni) Moore, RT, 1941
- Schmuck-Waldsänger (Oreothlypis superciliosa sodalis) Moore, RT, 1941
- Rotsteiß-Spottdrossel (Toxostoma crissale dumosum) Moore, RT, 1941
- Krummschnabel-Spottdrossel (Toxostoma curvirostre celsum) Moore, RT, 1941
- Braunrücken-Grundammer (Kieneria fusca toroi) Moore, RT, 1942
- Berggelbkehlchen (Geothlypis nelsoni karlenae) Moore, RT, 1946
- Rostflügelammer (Peucaea carpalis cohaerens) Moore, RT, 1946
- Palmenzwergkauz (Glaucidium palmarum griscomi) Moore, RT, 1947
- Graukopf-Zwergkauz (Glaucidium griseiceps occultum) Moore, RT, 1947
- Kleiner Schwalbensegler (Panyptila cayennensis veraecrucis) Moore, RT, 1947
- Winternachtschwalbe (Phalaenoptilus nuttallii centralis) Moore, RT, 1947
- Braunrücken-Grundammer (Kieneria fusca campoi) Moore, RT, 1949
- Beryll-Amazilie (Amazilia beryllina lichtensteini) Moore, RT, 1950

## Werke (Auswahl)
- A review of the races Geococcyx velox. In: Transactions of the San Diego Society of Natural History. Band 7, Nr. 39, 1934, S. 455–470 (biodiversitylibrary.org [abgerufen am 29. Januar 2015]).
- New birds from northwestern Mexico. In: Proceedings of the Biological Society of Washington. Band 48, 1935, S. 111–114 (biodiversitylibrary.org [abgerufen am 29. Januar 2015]).
- A new jay of the genus cyanocorax from Sinaloa, Mexico. In: The Auk. Band 52, Nr. 3, 1935, S. 274–277 (englisch, sora.unm.edu [PDF; 323 kB; abgerufen am 29. Januar 2015]).
- Description of a New Race of Carpodacus Mexicanus. In: The Condor. Band 38, Nr. 5, 1936, S. 203–208 (sora.unm.edu [PDF; 524 kB; abgerufen am 29. Januar 2015]).
- A New House Finch From Central Mexico. In: The Condor. Band 39, Nr. 5, 1937, S. 204–206 (sora.unm.edu [PDF; 248 kB; abgerufen am 29. Januar 2015]).
- New races of the genus Otus from northwestern Mexico. In: Proceedings of the Biological Society of Washington. Band 50, 1937, S. 63–68 (biodiversitylibrary.org [abgerufen am 29. Januar 2015]).
- Four new birds from northwestern Mexico. In: Proceedings of the Biological Society of Washington. Band 50, 1937, S. 95–102 (biodiversitylibrary.org [abgerufen am 29. Januar 2015]).
- Two new owls from Sinaloa, Mexico. In: Proceedings of the Biological Society of Washington. Band 50, 1937, S. 103–106 (biodiversitylibrary.org [abgerufen am 29. Januar 2015]).
- New race of Chubbia jamesoni from Colombia. In: Proceedings of the Biological Society of Washington. Band 50, 1937, S. 151–152 (biodiversitylibrary.org [abgerufen am 29. Januar 2015]).
- New races of Myadestes, Spizella and Turdus from northwestern Mexico. In: Proceedings of the Biological Society of Washington. Band 50, 1937, S. 201–205 (biodiversitylibrary.org [abgerufen am 29. Januar 2015]).
- A New Race of Finsch’s Parrot. In: The Auk. Band 54, Nr. 4, 1937, S. 528–529 (englisch, sora.unm.edu [PDF; 82 kB; abgerufen am 29. Januar 2015]).
- Unusual Birds and Extensions of Ranges in Sonora, Sinaloa and Chihuahua, Mexico. In: The Condor. Band 40, Nr. 1, 1938, S. 23–28 (englisch, sora.unm.edu [PDF; 527 kB; abgerufen am 29. Januar 2015]).
- Discovery of the Nest and Eggs of the Tufted Jay. In: The Condor. Band 40, Nr. 6, 1938, S. 233–241 (englisch, sora.unm.edu [PDF; 743 kB; abgerufen am 29. Januar 2015]).
- A New Race of Wild Turkey. In: The Auk. Band 55, Nr. 1, 1938, S. 112–115 (sora.unm.edu [PDF; 217 kB; abgerufen am 29. Januar 2015]).
- Rediscovery of Agyrtria luciae (Lawrence). In: The Auk. Band 55, Nr. 3, 1938, S. 534 (sora.unm.edu [PDF; 78 kB; abgerufen am 29. Januar 2015]).
- New races in the genera of Vireo and Buarremon from Sinaloa. In: Proceedings of the Biological Society of Washington. Band 51, 1938, S. 69–71 (biodiversitylibrary.org [abgerufen am 29. Januar 2015]).
- A Review of the House Finches of the Subgenus Burrica. In: The Condor. Band 41, Nr. 5, 1939, S. 177–205 (sora.unm.edu [PDF; 2,2 MB; abgerufen am 29. Januar 2015]).
- zusammen mit James Lee Peters: The Genus Otus of Mexico and Central America. In: The Auk. Band 56, Nr. 1, 1939, S. 38–56 (englisch, sora.unm.edu [PDF; 1,2 MB; abgerufen am 29. Januar 2015]).
- The Arizona Broad-Billed Hummingbird. In: The Auk. Band 56, Nr. 3, 1939, S. 313–319 (englisch, sora.unm.edu [PDF; 387 kB; abgerufen am 29. Januar 2015]).
- Doricha Enicura In Honduras and Chiapas, Mexico. In: The Auk. Band 56, Nr. 3, 1939, S. 337 (englisch, sora.unm.edu [PDF; 78 kB; abgerufen am 29. Januar 2015]).
- Habits of White-Eared Hummingbird In Northwestern Mexico. In: The Auk. Band 56, Nr. 4, 1939, S. 442–446 (englisch, sora.unm.edu [PDF; 280 kB; abgerufen am 29. Januar 2015]).
- A new race of Cynanthus latirostris from Guanajuato. In: Proceedings of the Biological Society of Washington. Band 52, 1939, S. 57–60 (biodiversitylibrary.org [abgerufen am 29. Januar 2015]).
- New races of the genera Sialia and Carpodacus from Mexico. In: Proceedings of the Biological Society of Washington. Band 52, 1939, S. 125–129 (biodiversitylibrary.org [abgerufen am 29. Januar 2015]).
- A review of the House Finches of the subgenus Burrica. In: The Condor. Band 41, Nr. 5, 1939, S. 177–205 (sora.unm.edu [PDF; 2,2 MB; abgerufen am 29. Januar 2015]).
- Notes on Middle American Empidonaces. In: The Auk. Band 57, Nr. 3, 1940, S. 349–389 (englisch, sora.unm.edu [PDF; 2,3 MB; abgerufen am 29. Januar 2015]).
- The Nomenclature and Habits of the Black-Throated Cooper-Tailed Hummingbird. In: The Condor. Band 42, Nr. 5, 1940, S. 251–254 (englisch, sora.unm.edu [PDF; 315 kB; abgerufen am 29. Januar 2015]).
- Two new races oi Empidonax from Middle America. In: Proceedings of the Biological Society of Washington. Band 53, 1940, S. 23–30 (biodiversitylibrary.org [abgerufen am 29. Januar 2015]).
- New races of flycatcher, warbler and wrens from Mexico. In: Proceedings of the Biological Society of Washington. Band 54, 1941, S. 35–42 (biodiversitylibrary.org [abgerufen am 29. Januar 2015]).
- New form of Toxostoma from Hildalgo. In: Proceedings of the Biological Society of Washington. Band 54, 1941, S. 149–150 (biodiversitylibrary.org [abgerufen am 29. Januar 2015]).
- Three new races in the genus Otus from central Mexico. In: Proceedings of the Biological Society of Washington. Band 54, 1941, S. 151–159 (biodiversitylibrary.org [abgerufen am 29. Januar 2015]).
- Notes on Toxostoma curvirostre of Mexico, with description of a new race. In: Proceedings of the Biological Society of Washington. Band 54, 1941, S. 211–216 (biodiversitylibrary.org [abgerufen am 29. Januar 2015]).
- mit Arthur Barr: Habits of the White-Tailed Kite. In: The Auk. Band 57, Nr. 4, 1941, S. 453–462 (englisch, sora.unm.edu [PDF; 617 kB; abgerufen am 29. Januar 2015]).
- Western Robin Nesting Near Pasadena, California. In: The Condor. Band 43, Nr. 4, 1941, S. 201–202 (englisch, sora.unm.edu [PDF; 174 kB; abgerufen am 29. Januar 2015]).
- Notes on Pipilo fuscus of Mexico and description of a new form. In: Proceedings of the Biological Society of Washington. Band 55, 1942, S. 45–48 (biodiversitylibrary.org [abgerufen am 29. Januar 2015]).
- New Records of the Colima Warbler from Mexico. In: The Auk. Band 58, Nr. 2, 1942, S. 315 (englisch, sora.unm.edu [PDF; 58 kB; abgerufen am 29. Januar 2015]).